# 海王星環

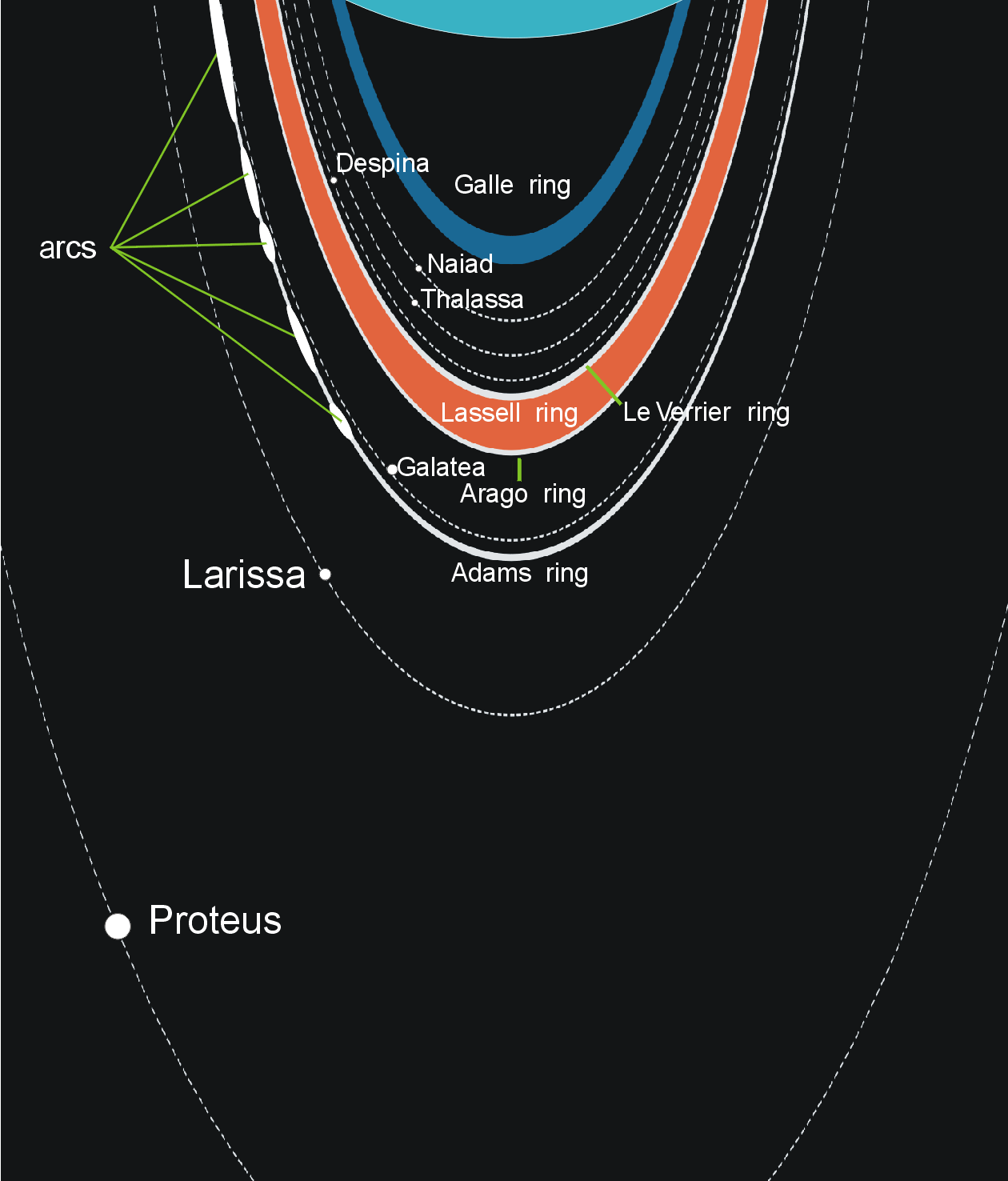
实线表示环;虚线表示卫星轨道。

海王星环總共包含5個主要的行星環，且它們最早是由天文學家帕特里斯·布歇、萊因霍爾德·哈夫納和讓·曼弗雷德於1984年在智利拉西拉天文台發現的。而這些環的第一張照片則是於1989年由旅行者2号飞船拍攝的。十分微弱，由尘土构成，很像木星环或天王星环，但要比木星环纖細得多。這5個環後來分別以對發現海王星作出重大貢獻的5個人命名。他們分別是约翰·戈特弗里德·伽勒、于尔班·勒威耶、威廉·拉塞尔、弗朗索瓦·阿拉戈和约翰·柯西·亚当斯。
海王星环的组成物质非常黑暗，類似於天王星環。环裡的灰塵比例較高，且其光学深度較低，小于0.1。亚当斯环分为五个環弧，又逆時針方向分別被命名为博爱，平等1和平等2，自由，和勇气。弧占据范围狭窄，轨道经度非常稳定。环弧如何保持稳定仍在进行辩论。

## 发现

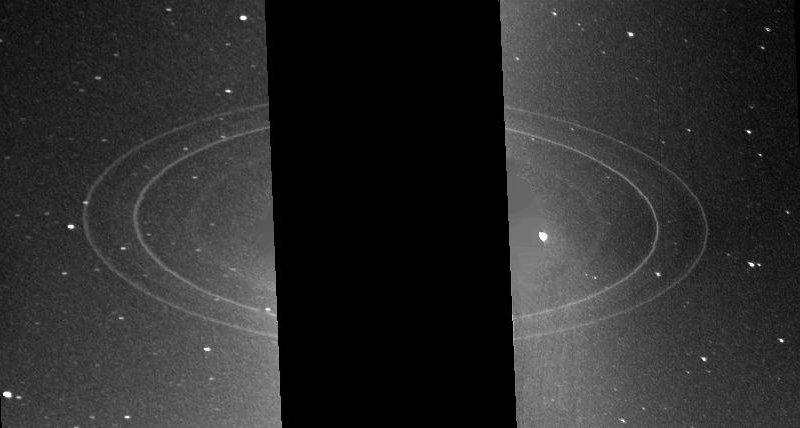
旅行者2号拍得的2帧相片。

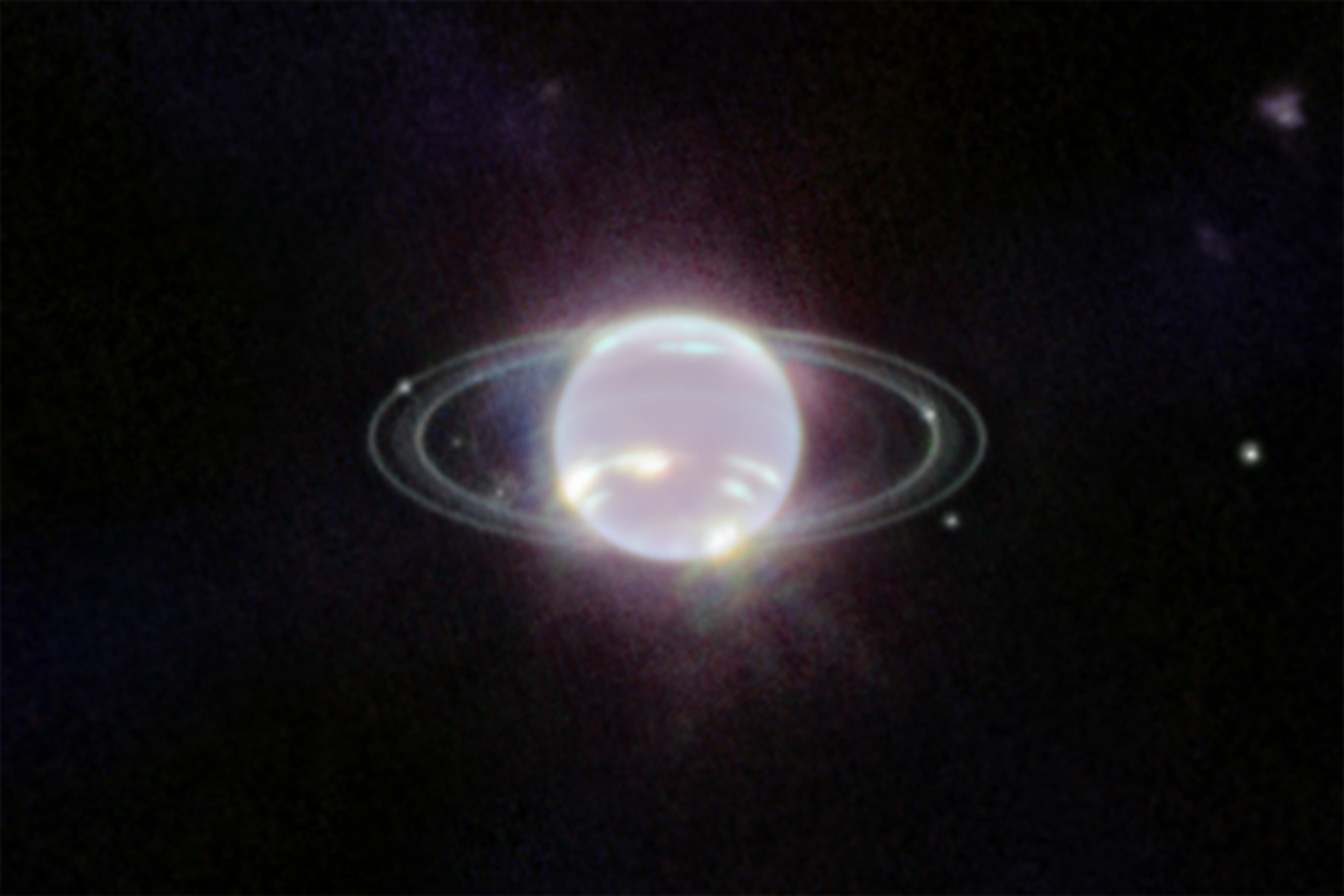
2022年由詹姆斯·韋伯太空望遠鏡的近紅外相機所拍攝的海王星環。

威廉·拉塞尔于1846年首次提及了围绕海王星的环。天文學家在1968年通过恒星掩星首次觀测到天王星环，但是遭到忽视。天王星环直到1977年时才被发现。天王星环发现后不久，维拉诺瓦大学哈罗德学者Reitsema團隊开始寻找围绕海王星环。他们在1981年5月24日觀測海王星的一次掩星，然而没有發現任何环帶。
海王星在1983年9月12日出現另一次掩星，但是地面觀測结果無法确定。旅行者2号在1989年飞越海王星时確認海王星环存在。
最亮的环（亚当斯环和勒威耶环）已经被哈勃太空望远镜和地面望远镜拍摄，但昏暗的环仍然远远低于能见度门槛。2022年，詹姆斯韋伯太空望遠鏡對這些環進行了近紅外相機拍攝，這是自航海者2號探測以來首次觀察海王星環。

## 特征

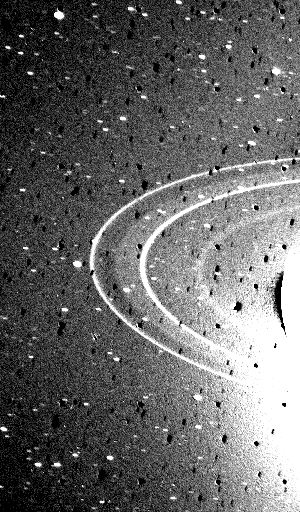
旅行者二号通过提高亮度拍到的海王星的昏暗的环

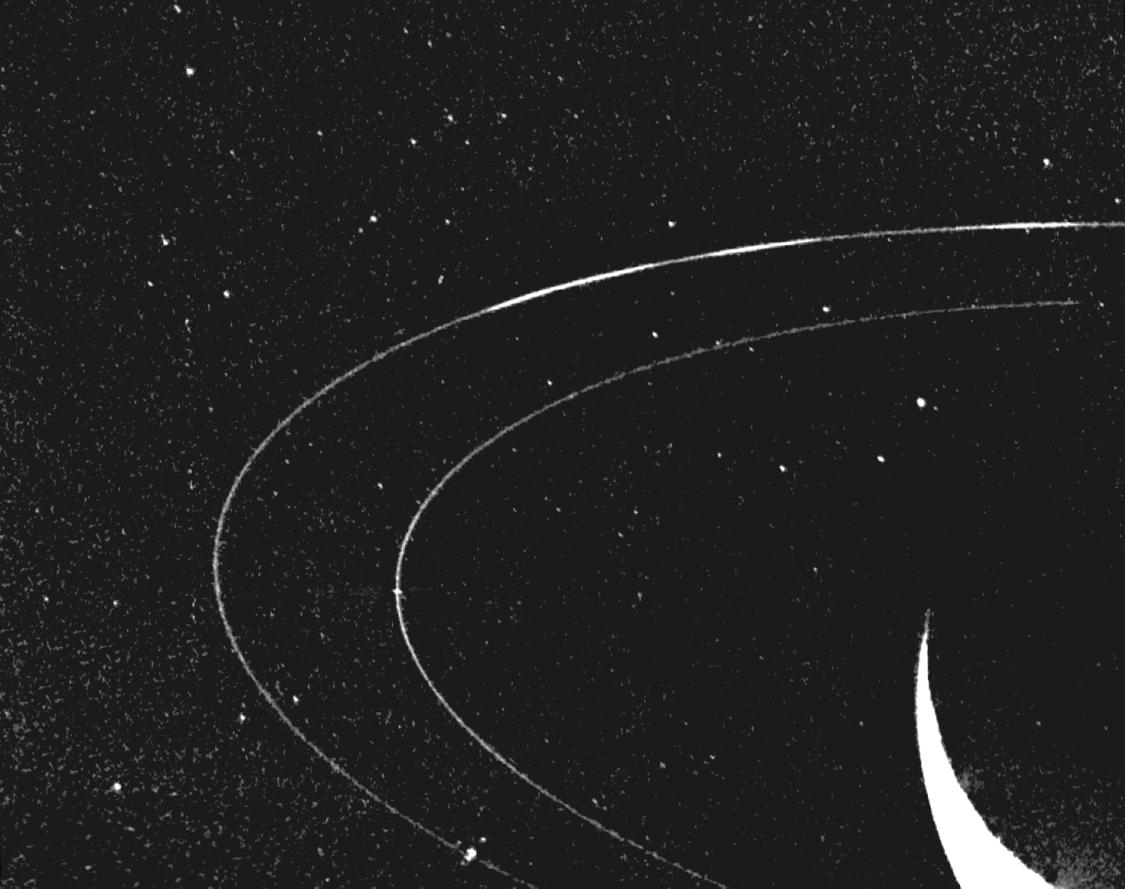
亚当斯环的环弧（从左至右：博爱，平等，自由） ，还拍到了内侧的勒威耶环

海王星拥有五个不同的环，从内向外依次是：伽勒环、勒威耶环、拉塞爾环、阿拉戈环和亚当斯环。勒威耶环和伽勒环之间也许还存在更暗弱的延伸。海王星的另三个环很窄，宽度约100公里或100公里以下，与此相反，宽广的伽勒环和拉塞爾环宽度为2000至5000公里。亚当斯环拥有五个明亮的环弧，按逆时针数分别是：博爱、平等1、平等2 、自由和勇气。“博爱、平等、自由”是法国大革命的口号。
海王星环包含了大量细小的灰尘：灰尘占环横截面面积的20%和70%。它们类似木星环，灰尘量50-100%，但土星环和天王星环，它们含有的尘埃很少（小于0.1%）。 海王星环的粒子是的黑暗物质;可能是冰与有机物的混合物。整体而言，海王星环类似于木星环；两个环系统都由微弱、狭隘、广泛的尘埃环组成。
海王星的环和天王星一样，被认为是比较年轻的。這些环的年龄很可能大大地低于它们自己的年龄。另外，像天王星一樣，海王星的环可能是由于一个小卫星碎裂而产生。

### 伽勒环
伽勒环是海王星最内侧的环，它大约2000公里宽，距海王星约41,000-43,000公里。这环里的尘埃估计比例为40%-70%。

### 勒威耶环
勒威耶环的轨道半径约为53,200公里，但它是狭窄的，宽度约113公里，尘埃比例为40%-70%。而它是海王星的环里很亮的环。海王星的小卫星海卫五，其轨道半径约为52,526公里，因此能夠发挥自己的作用，成为勒威耶环的牧羊犬卫星。

### 拉塞尔环
拉塞爾环是海王星的最宽广的环，其轨道半径约为57,200公里。这是一个微弱的环，尘埃比例约是20%-40%。与勒威耶环和阿拉戈环挨得很紧。

### 阿拉戈环
阿拉戈环很窄，很暗，但比拉塞爾环亮多了。然而，许多出版物并没有提及阿拉戈环的存在。

### 亚当斯环
外侧的亚当斯环轨道半径约为63,930公里，是最有名的和最值得研究的海王星环。这个环是狭窄的，稍有偏心和倾斜，总宽度约为35公里。环的尘埃比例是在20%-40%。海王星的小卫星海卫六，它的轨道在亚当斯环内，是一个牧羊犬卫星，通过42:43的轨道共振使亚当斯环稳定。

#### 环弧
亚当斯环最亮的部分是环弧。弧是离散区域内的环，其中的粒子神秘聚集在一起。亚当斯环已知包括五个短弧，博愛、平等1、平等2、自由和勇气，最亮最长的弧是博愛，而最暗的則是勇氣。亚当斯环的弧有些类似土星G环的弧。弧的结构相当稳定，但一些变化已经被注意到。自1986年以来，弧的整体亮度下降。勇氣弧向前跃升了294°，而自由弧在2003年几乎已经消失了。博愛和平等（1和2）弧表现出相对亮度的不规则变化。

## 性質
| 環              | 半徑（公里）  | 寬度（公里） | 當量深度（公里）     | 正常光學厚度                   | 灰塵比例(％)         | 偏心率           | 斜度(°)         | 註釋                                       |
| --------------- | ------------- | ------------ | -------------------- | ------------------------------ | -------------------- | ---------------- | --------------- | ------------------------------------------ |
| 伽勒環（N42）   | 40,900–42,900 | 2,000        | 0.15                 | ~ 10−4                         | 40–70                | ?                | ?               | 廣闊暗淡的環                               |
| 勒威耶环（N53） | 53,200 ± 20   | 113          | 0.7 ± 0.2            | 6.2 ± 1.5 × 10–3               | 40–70                | ?                | ?               | 狹窄的環                                   |
| 拉塞爾環        | 53,200–57,200 | 4,000        | 0.4                  | ~ 10−4                         | 20–40                | ?                | ?               | 拉塞爾環是從阿拉戈環延伸出來的一個薄弱的環 |
| 阿拉戈環        | 57,200        | <100         | ?                    | ?                              | ?                    | ?                | ?               | 拉塞爾環是從阿拉戈環延伸出來的一個薄弱的環 |
| 亚当斯环（N63） | 62,932 ± 2    | 15–50        | 0.41.25–2.15（環弧） | 0.011 ± 0.0030.03–0.09（環弧） | 20–40 40–70 （環弧） | 4.7 ± 0.2 × 10–4 | 0.0617 ± 0.0043 | 有五個明亮的環弧                           |

- 問號表示參數未知。

## 外部連結
- 美國太空總署太陽系探索網 （页面存档备份，存于）的海王星環專題（页面存档备份，存于）介紹